# 65 (film)
65 är en amerikansk science fiction-actionfilm från 2023. Filmen är regisserad av Scott Beck och Bryan Woods, som även skrivit filmens manus.
Filmen hade biopremiär i Sverige den 17 mars 2023, utgiven av Sony Pictures Releasing.

## Handling
Filmen kretsar kring astronauten Mills, som efter en kraschlandning på en mystisk planet upptäcker att det finns liv på planeten.

## Rollista
- Adam Driver – Mills
- Ariana Greenblatt – Koa
- Chloe Coleman – Nevine
- Nika King – Alya